# Diözesanmuseum Danzig

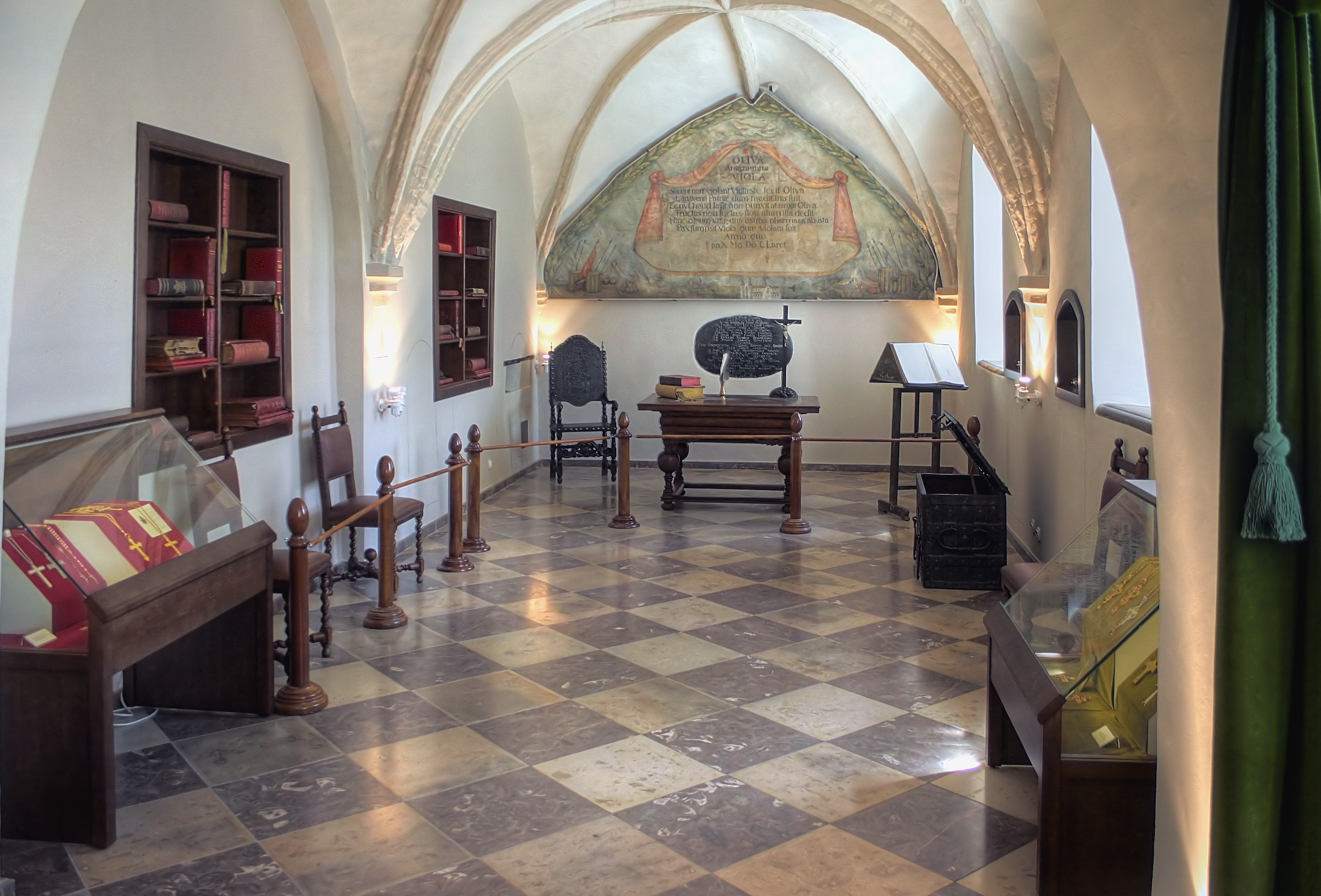
Raum, in dem der Friede von Olivia geschlossen wurde

Das Diözesanmuseum Danzig ist eine kirchlich-kulturelle Einrichtung im pommerschen Danzig. Das 1975 gegründete Diözesanmuseum ist eines der bedeutendsten Diözesanmuseen in Polen. Die Eröffnungsfeier leitete der damalige Bischof von Krakau und spätere Papst Johannes Paul II.
Die Sammlung wurde dem Museum von der Kathedrale von Oliwa geschenkt und im Kloster Oliva eingerichtet. 
Zu den Ausstellungsstücken gehören zahlreiche Gemälde, sakrale Skulpturen und liturgische Arbeiten vom 13. Jahrhundert bis zur Moderne. 